# Rhagastis gloriosa
Rhagastis gloriosa is een vlinder uit de familie van de pijlstaarten (Sphingidae). De wetenschappelijke naam van de soort werd in 1875 gepubliceerd door Arthur Gardiner Butler.